# Вулиця Дольних Млинув (Краків)

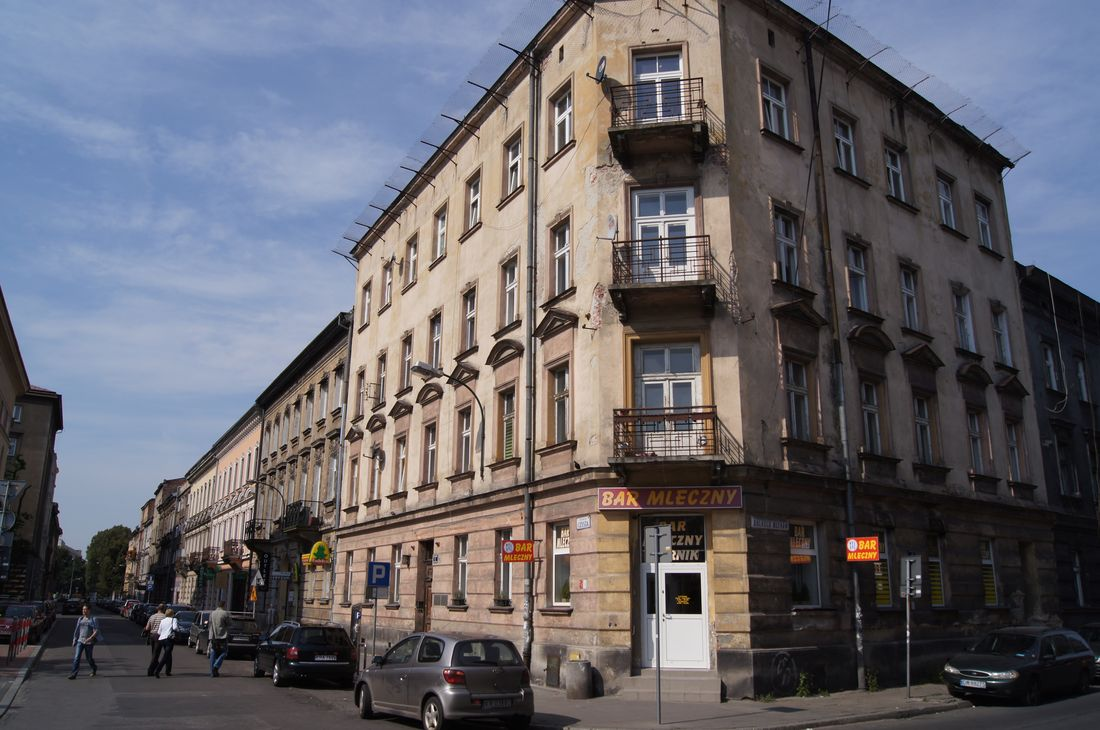
Будинок на розі вул. Чиста та вул. Дольних Млинув

Вулиця Дольних Млинув (пол. ulica Dolnych Młynów) — вулиця розташована у Кракові, у дільниці I Старе Місто, на терені місцевості Пясек.

## Етимологія
Назва вулиці походить від королівських Дольніх млинів, які колись стояли тут. Ймовірно, ці будівлі були побудовані на місці колишніх мерських млинів з 1311 року. Перша згадка про них походить з 1432 року. Дольний млин, також відомий як «Кам'яний», був зруйнований під час шведської навали. Його відбудували після 1659 року з ініціативи воєводи бережько-куявського Гієроніма Вежбовського, бурмістра Краківського замку. У 1777 році було завершено будівництво цегляної будівлі Кам'яного млина, яка згоріла 18 липня 1850 року під час великої пожежі Кракова. Пізніше млин було перебудовано у більш скромному вигляді. Остаточно будівлю було зруйновано після 1931 року.

## Будинки
У будинку № 3, півроку мав майстерню польський художник Ян Матейко.